# Ein bißchen verliebt
Ein bißchen verliebt (Originaltitel: Amarsi un po’) ist eine Komödie des italienischen Regisseurs Carlo Vanzina aus dem Jahre 1984.

## Handlung
1984: Der 17-jährige Marco fristet ein langweiliges Lebens als Elektromechaniker. Plötzlich lernt er die junge und hübsche Cristiana kennen, die zuerst vorgibt aus dem schrecklichsten Viertel der Stadt zu kommen. Bald stellt sich jedoch heraus, dass sie die Tochter des Fürsten ist. Marco und Cristiana verlieben sich und es folgt eine unbeschwerte Zeit. Doch das Glück währt nicht ewig. Cristianas Eltern sind gegen die Liebe der beiden und versuchen einiges, um sie auseinanderzubringen. Nach einem gemeinsamen Urlaub, wo Marco von Cristianas Familie beschimpft wird, verschwindet er. Einen Monat später bekommt er einen Anruf von Cristiana. Sie will heiraten in Paris. Schnell macht sich Marco auf den Weg nach Paris. Dort hat er einen schweren Autounfall, doch seine Cristiana hat er wieder zurück.

## Kritik
„Eine romantische Komödie um die Liebe einer Prinzessin zu einem KFZ-Mechaniker. Anspruchslose Unterhaltung.“